# Giải vô địch bóng đá nữ châu Á 1980
Giải vô địch bóng đá nữ châu Á 1980 diễn ra tại Kozhikode, Ấn Độ từ 11 tháng 1 đến 20 tháng 1 năm 1980. Giải dự định được tổ chức trong năm 1979 tuy nhiên lại phải dời lịch sang đầu năm 1980. Đội tuyển vô địch là Trung Hoa Đài Bắc sau khi đánh bại Ấn Độ trong trận chung kết.

## Vòng bảng
| Đội               | Tr | T | H | B | BT | BB | HS  | Đ |
| ----------------- | -- | - | - | - | -- | -- | --- | - |
| Đài Bắc Trung Hoa | 5  | 4 | 1 | 0 | 12 | 0  | +12 | 9 |
| Nam Ấn Độ         | 5  | 3 | 2 | 0 | 5  | 0  | +5  | 8 |
| Hồng Kông         | 5  | 2 | 0 | 3 | 4  | 5  | −1  | 4 |
| Tây Úc            | 5  | 2 | 0 | 3 | 3  | 7  | −2  | 4 |
| Malaysia          | 5  | 1 | 1 | 3 | 4  | 5  | −1  | 3 |
| Ấn Độ (miền bắc)  | 5  | 1 | 0 | 4 | 1  | 12 | −11 | 2 |

| Nam Ấn Độ               | 2 − 0 | Tây Úc |
| ----------------------- | ----- | ------ |
| Mullick 17' · Dutta 27' |       |        |

| Đài Bắc Trung Hoa | 5 − 0 | Ấn Độ (miền bắc) |
| ----------------- | ----- | ---------------- |
|                   |       |                  |

| Nam Ấn Độ | 2 − 0 | Hồng Kông |
| --------- | ----- | --------- |
|           |       |           |

| Đài Bắc Trung Hoa | 2 − 0 | Malaysia |
| ----------------- | ----- | -------- |
|                   |       |          |

| Ấn Độ (miền bắc) | 0 − 3 | Tây Úc |
| ---------------- | ----- | ------ |
|                  |       |        |

| Tây Úc | 1 − 0 | Malaysia |
| ------ | ----- | -------- |
|        |       |          |

| Ấn Độ (miền bắc) | 1 − 0 | Hồng Kông |
| ---------------- | ----- | --------- |
|                  |       |           |

| Đài Bắc Trung Hoa | 0 − 0 | Nam Ấn Độ |
| ----------------- | ----- | --------- |
|                   |       |           |

| Hồng Kông | 2 − 1 | Malaysia |
| --------- | ----- | -------- |
|           |       |          |

| Ấn Độ (miền bắc) | 0 − 1 | Nam Ấn Độ |
| ---------------- | ----- | --------- |
|                  |       |           |

| Đài Bắc Trung Hoa | 2 − 0 | Tây Úc |
| ----------------- | ----- | ------ |
|                   |       |        |

| Đài Bắc Trung Hoa | 3 − 0 | Hồng Kông |
| ----------------- | ----- | --------- |
|                   |       |           |

| Ấn Độ (miền bắc) | 0 − 3 | Malaysia |
| ---------------- | ----- | -------- |
|                  |       |          |

| Hồng Kông | 1 − 0 | Tây Úc |
| --------- | ----- | ------ |
|           |       |        |

| Malaysia | 0 − 0 | Nam Ấn Độ |
| -------- | ----- | --------- |
|          |       |           |

## Vòng đấu loại trực tiếp
|  | Bán kết           | Bán kết   |                   |   | Chung kết | Chung kết |
|  |                   |           |                   |   |           |           |
|  | 19 tháng 1        |           |                   |   |           |           |
|  |                   |           |                   |   |           |           |
|  | Đài Bắc Trung Hoa | 5         |                   |   |           |           |
|  | Đài Bắc Trung Hoa | 5         | 20 tháng 1        |   |           |           |
|  | Tây Úc            | 0         |                   |   |           |           |
|  | Tây Úc            | 0         | Đài Bắc Trung Hoa | 2 |           |           |
|  | 19 tháng 1        |           | Đài Bắc Trung Hoa | 2 |           |           |
|  |                   | Nam Ấn Độ | 0                 |   |           |           |
|  | Nam Ấn Độ         | Nam Ấn Độ | 0                 | 3 |           |           |
|  | Nam Ấn Độ         |           |                   | 3 |           |           |
|  | Hồng Kông         | 1         |                   |   |           |           |
|  | Hồng Kông         | 1         | Tranh hạng ba     |   |           |           |
|  |                   |           |                   |   |           |           |
|  | 20 tháng 1        |           |                   |   |           |           |
|  |                   |           |                   |   |           |           |
|  | Hồng Kông         |           |                   |   |           |           |
|  |                   |           |                   |   |           |           |
|  | Tây Úc            |           |                   |   |           |           |

### Bán kết
| Đài Bắc Trung Hoa | 5 – 0 | Tây Úc |
| ----------------- | ----- | ------ |
|                   |       |        |

| Nam Ấn Độ | 3 – 1 | Hồng Kông |
| --------- | ----- | --------- |
|           |       |           |

### Tranh hạng ba
| Hồng Kông | Hủy | Tây Úc |
| --------- | --- | ------ |
|           |     |        |

Trận đấu bị hủy do các cầu thủ Hồng Kông đã đặt vé về nước trước khi bắt đầu trận đấu, nếu không họ phải chờ thêm 4 ngày nữa mới có chuyến bay về Hồng Kông, có thể gây đảo lộn lịch trình của đội. Do đó, 2 đội đều được trao hạng ba.

### Chung kết
| Đài Bắc Trung Hoa | 2 – 0 | Nam Ấn Độ |
| ----------------- | ----- | --------- |
|                   |       |           |